# Friedrich Wilhelm Kantzenbach
Friedrich Wilhelm Kantzenbach (* 30. August 1932 in Stettin; † 16. Mai 2013 in Roth) war ein deutscher Kirchenhistoriker.

## Werdegang
Friedrich Wilhelm Kantzenbach studierte Evangelische Theologie und promovierte 1955 in Marburg; er habilitierte sich 1956 in Erlangen. 1958 wurde er Professor für Kirchen- und Dogmengeschichte an der Augustana-Hochschule Neuendettelsau. 1965 ging er für drei Jahre als erster Deutscher als Professor an das Institut für Ökumenische Forschung in Straßburg, kehrte dann wieder nach Neuendettelsau zurück und wurde Rektor der Hochschule. Er war Mitglied der Bayerischen Hochschulplanungskommission.
1982 wurde er von der Universität des Saarlandes auf einen Lehrstuhl für Kirchengeschichte berufen, den er bis zu seiner Emeritierung 1995 innehatte.
Friedrich Wilhelm Kantzenbachs wissenschaftliches Werk umfasst rund 450 Publikationen. Seine Bücher wurden in mehrere Sprachen übersetzt. Zudem liebte er Poesie und veröffentlichte 2006/07 zwei Gedichtbände im Bertuch Verlag. Er war Ehrenmitglied der Albert-Schweitzer-Gesellschaft und seit 1968 aufgrund herausragender Leistungen ordentliches Mitglied der Kommission für bayerische Landesgeschichte bei der Bayerischen Akademie der Wissenschaften. Er war Mitherausgeber der Zeitschrift für Religions- und Geistesgeschichte. Während des Zweiten Vatikanischen Konzils agierte er als Konzilsbeobachter. Zudem war er Mitglied der III. Weltkirchenkonferenz.
Kantzenbach vermachte seine Bibliothek zu den Themen Kunsttheorie, Architektur, Malerei, Plastik sowie Kunsthandwerk dem Saarlouiser Institut für aktuelle Kunst im Saarland. Ein Bibliotheksneubau wurde bis zum März 2017 erstellt. Sein Nachlass ist im Universitätsarchiv Saarbrücken überliefert.

## Schriften (Auswahl)
- Evangelium und Dogma. Die Bewährung des theologischen Problems der Dogmengeschichte im Protestantismus, Verlagswerk Stuttgart, 1959.
- Das Bekenntnisproblem in der Lutherischen Theologie des 19. Jahrhunderts. Alfred Töpelmann Verlag, Berlin 1962.
- Martin Luther und die Anfänge der Reformation. Gütersloher Verlagshaus Mohn, Gütersloh 1965.
- Die Reformation in Deutschland und Europa. Gütersloher Verlagshaus Mohn, Gütersloh 1965.
- Orthodoxie und Pietismus. Gütersloher Verlagshaus Mohn, Gütersloh 1966.
- Friedrich Daniel Ernst Schleiermacher. Mit Selbstzeugnissen und Bilddokumenten (= Rowohlts Monographien). Rowohlt, Reinbek 1967; 81999.
- Zwischen Erweckung und Restauration. Einige Kapitel aus der unbekannten Kirchengeschichte des 19. Jahrhunderts. Schriftenmissions-Verlag, Gladbeck 1967.
- Gestalten und Typen des Neuluthertums. Beitrag zur Erforschung des Neokonfessionalismus im 19. Jahrhundert. Gütersloher Verlagshaus Mohn, Gütersloh 1968.
- Der Weg der evangelischen Kirche vom 19. zum 20. Jahrhundert. Gütersloher Verlagshaus Mohn, Gütersloh 1968.
- Geschichte des Protestantismus von 1789 bis 1848. Gütersloher Verlagshaus Mohn, Gütersloh 1969.
- Programme der Theologie. Denker, Schulen, Wirkungen. Von Schleiermacher bis Moltmann. Claudius, München 1978; 31984. ISBN 3-532-71318-7.
- Johann Gottfried Herder. Mit Selbstzeugnissen und Bilddokumenten (= Rowohlts Monographien). Rowohlt, Reinbek 1970; 71999.
- Widerstand und Solidarität der Christen in Deutschland 1933–1945. Eine Dokumentation zum Kirchenkampf aus den Papieren des Wilhelm Freiherrn von Pechmann. Degener in Kommission, Neustadt/Aisch 1971 (Nachdruck 2000).
- Einheitsbestrebungen im Wandel der Kirchengeschichte. Gütersloher Verlagshaus Mohn, Gütersloh 1979. ISBN 3-579-04336-6.
- Evangelischer Geist und Glaube im neuzeitlichen Bayern. Beck, München 1980. ISBN 3-406-10470-3.
- Credo. Das Apostolikum und christlicher Glaube heute. Claudius, München 1985. ISBN 3-532-62034-0.
- Christentum begreifen. Chancen und Bedingungen neuzeitlicher Christentumsgeschichte. Röhrig, Sankt Ingbert 1987.
- Politischer Protestantismus. Von den Freiheitskriegen bis zur Ära Adenauer. Dadder, Saarbrücken-Scheidt 1987; 21993. ISBN 3-926406-78-X.
- Georg Forsters Tochter. Therese, die blonde Polin. Dadder, Saarbrücken-Scheidt 1989, ISBN 978-3-926406-30-9.
- Erfundenes Glück, Gedichte 2. Band. Bertuch, Weimar 2007, ISBN 978-3-937601-48-9.
- Wüßt ich Dinge leicht wie Luft, Gedichte 1. Bd. Bertuch, Weimar 2006, ISBN 978-3-937601-41-0.

Festschriften
- Gerd W. Grauvogel/Andreas Heleck (Hrsg.): Das Vertrauen, das Worte findet. Friedrich Wilhelm Kantzenbach zum 60. Geburtstag. Dadder, Saarbrücken-Scheidt 1992, ISBN 3-926406-71-2.
- Gerd W. Grauvogel (Hrsg.): Entwurf aufs Unbekannte. Von Wahrnehmungserfahrungen und Lebenskonzepten in Philosophie, Literatur und Theologie. Festschrift für Friedrich Wilhelm Kantzenbach zum 80. Geburtstag. Bertuch, Weimar 2012, ISBN 978-3-86397-007-9 (Auswahlbibliographie Friedrich Wilhelm Kantzenbach S. 206ff.).